# Іванівська сільська рада (Любашівський район)
Іва́нівська сільська́ ра́да — колишня адміністративно-територіальна одиниця та орган місцевого самоврядування в Любашівському районі Одеської області. Адміністративний центр — село Іванівка.

## Загальні відомості
- Територія ради: 41,533 км²
- Населення ради: 788 осіб (станом на 2001 рік)
- Територією ради протікає річка Кодима

## Населені пункти
Сільській раді були підпорядковані населені пункти:
- с. Іванівка
- с. Агеївка
- с. Антонівка
- с. Степанівка

## Населення
Згідно з переписом УРСР 1989 року чисельність наявного населення сільської ради становила 898 осіб, з яких 394 чоловіки та 504 жінки.
За переписом населення України 2001 року в сільській раді мешкало 786 осіб.

### Мова
Розподіл населення за рідною мовою за даними перепису 2001 року:
| Мова       | Відсоток |
| ---------- | -------- |
| українська | 94,04 %  |
| молдовська | 4,31 %   |
| російська  | 0,76 %   |
| білоруська | 0,13 %   |
| угорська   | 0,13 %   |
| інші       | 0,63 %   |

## Склад ради
Рада складалася з 14 депутатів та голови.
- Голова ради: Богаченко Світлана Павлівна
- Секретар ради: Березянська Світлана Андріївна

### Керівний склад попередніх скликань
| Прізвище, ім'я, по батькові  | Основні відомості                                                         | Дата обрання | Дата звільнення |
| ---------------------------- | ------------------------------------------------------------------------- | ------------ | --------------- |
| Ковальчук Віталій Васильович | Сільський голова, 1966 року народження, член Народної партії              | 26.03.2006   | 31.10.2010      |
| Богаченко Світлана Павлівна  | Сільський голова, 1961 року народження, освіта вища, член Партії регіонів | 31.10.2010   | 29.04.2018      |

Примітка: таблиця складена за даними сайту Верховної Ради України

### Депутати
За результатами місцевих виборів 2010 року депутатами ради стали:

#### За суб'єктами висування
| Суб'єкт висування                                       | Кількість обраних депутатів | %    |
| ------------------------------------------------------- | --------------------------- | ---- |
| Партія регіонів                                         | 6                           | 42,9 |
| Соціалістична партія України                            | 5                           | 35,7 |
| Народна партія                                          | 2                           | 14,3 |
| Політична партія Всеукраїнське об'єднання «Батьківщина» | 1                           | 7,1  |

#### За округами
| № округу                                                | Прізвище, ім'я, по батькові    | Дата визнання обраним | Освіта             | Партійна приналежність                        | Відомості про обраного депутата                          |
| ------------------------------------------------------- | ------------------------------ | --------------------- | ------------------ | --------------------------------------------- | -------------------------------------------------------- |
| Народна Партія                                          |                                |                       |                    |                                               |                                                          |
| 6                                                       | Богаченко Тімур Костянтинович  | 04.11.2010            | вища               | позапартійний                                 | Любашівський РВ УМВС України в Одеській області, слідчий |
| 13                                                      | Бурлаку Костянтин Васильович   | 04.11.2010            | середня            | позапартійний                                 | фермерське господарство «Рута», тракторист               |
| Партія регіонів                                         |                                |                       |                    |                                               |                                                          |
| 3                                                       | Гнидюк Любов Василівна         | 04.11.2010            | вища               | член Партії регіонів                          | Іванівська загальноосвітня школа І-ІІ ст., вчитель       |
| 4                                                       | Дмитранчук Тамара Іванівна     | 04.11.2010            | середня спеціальна | член Партії регіонів                          | Іванівський фельдшерсько-акушерський пункт, фельдшер     |
| 7                                                       | Тищенко Михайло Іванович       | 04.11.2010            | середня спеціальна | член Партії регіонів                          | Іванівська загальноосвітня школа І-ІІ ст., кочегар       |
| 8                                                       | Березянська Світлана Андріївна | 04.11.2010            | середня спеціальна | член Партії регіонів                          | приватний підприємець                                    |
| 10                                                      | Товт Світлана Олександрівна    | 04.11.2010            | середня            | член Партії регіонів                          | тимчасово не працює                                      |
| 14                                                      | Завалов Сергій Миколайович     | 04.11.2010            | середня спеціальна | член Партії регіонів                          | фермерське господарство «Рута», тракторист               |
| Політична партія Всеукраїнське об'єднання «Батьківщина» |                                |                       |                    |                                               |                                                          |
| 5                                                       | Дмитранчук Михайло Петрович    | 04.11.2010            | середня спеціальна | член Всеукраїнського об'єднання «Батьківщина» | фермерське господарство «Валентина Т», тракторист        |
| Соціалістична партія України                            |                                |                       |                    |                                               |                                                          |
| 1                                                       | Ратушняк Сергій Олександрович  | 04.11.2010            | середня спеціальна | член Соціалістичної партії України            | фермерське господарство «Зоря 2», механік                |
| 2                                                       | Янковська Олена Миколаївна     | 04.11.2010            | середня            | позапартійна                                  | тимчасово не працює                                      |
| 9                                                       | Магденко Сергій Петрович       | 04.11.2010            | середня            | позапартійний                                 | фермерське господарство «Рута», тракторист               |
| 11                                                      | Магденко Ліна Іванівна         | 04.11.2010            | середня            | позапартійна                                  | тимчасово не працює                                      |
| 12                                                      | Возіян Олена Петрівна          | 04.11.2010            | середня            | член Соціалістичної партії України            | тимчасово не працює                                      |